# Besigheim
Besigheim è una città tedesca situata nel land del Baden-Württemberg.